# آگری (رود)
آگری (به ایتالیایی: Agri) یک رود در ایتالیا است که در استان پوتنزا واقع شده‌است.